# 高山下呂連絡道路
高山下呂連絡道路（たかやまげろれんらくどうろ）は、岐阜県高山市から、下呂市に至る地域高規格道路である。

## 構成する道路名
- 高山国府バイパス（国道41号）
- 石浦バイパス（国道41号）
  - 宮高山バイパス（国道41号）
  - 宮峠バイパス（国道41号）

## 歴史
- 1998年6月16日計画路線に指定された。